# Servomotor de modelismo

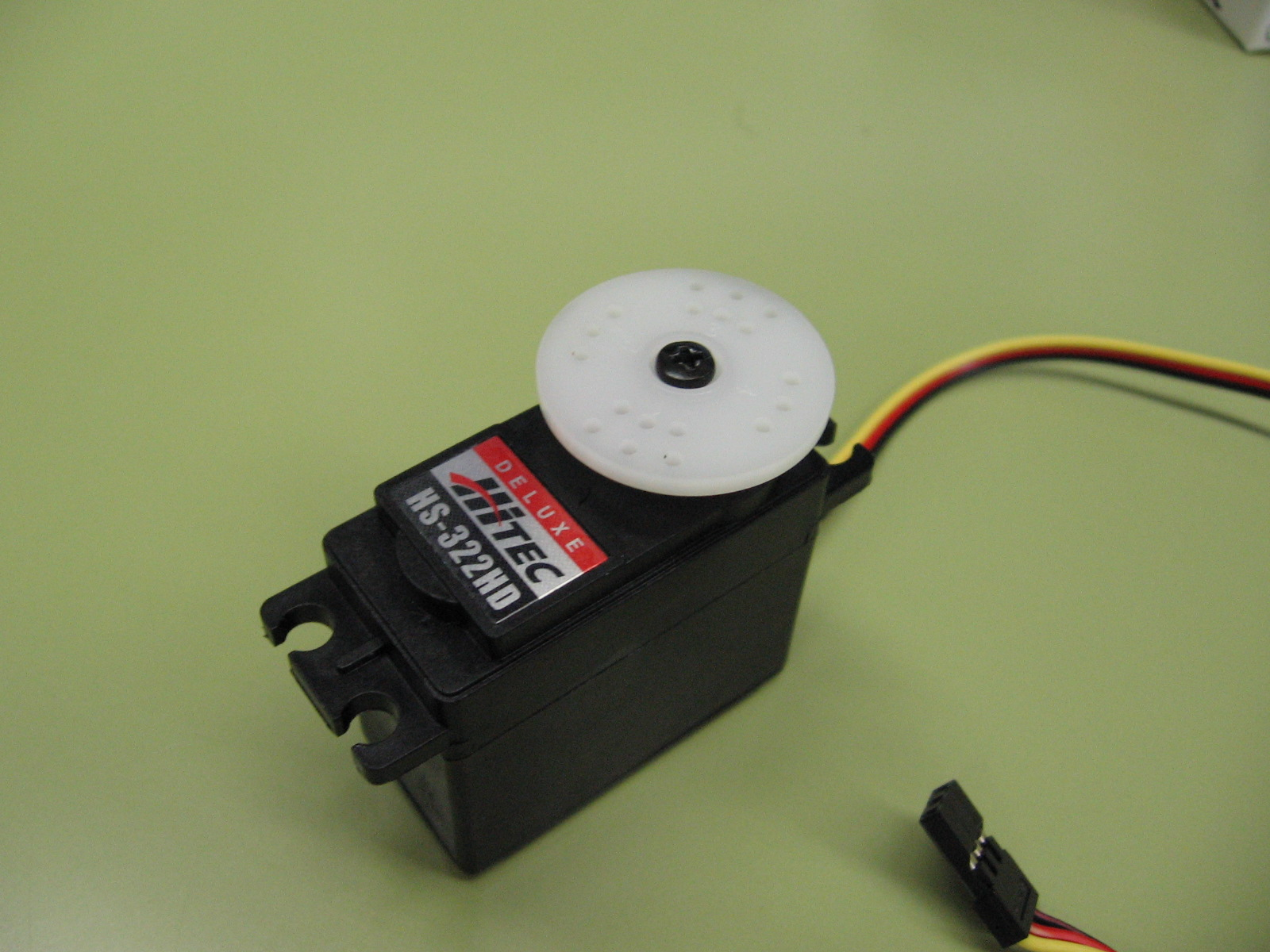
Servomotor

Un servomotor de modelismo —conocido generalmente como servo o servo de modelismo— es un dispositivo actuador que tiene la capacidad de ubicarse en cualquier posición dentro de su rango de operación, y de mantenerse estable en dicha posición. Está formado por un motor de corriente continua, una caja reductora y un circuito de control, y su margen de funcionamiento suele ser de menos de una vuelta completa.
Los servos de modelismo se utilizan frecuentemente en sistemas de radiocontrol y en robótica, pero su uso no está limitado a estos.

## Estructura interna y funcionamiento
El componente principal de un servo es un motor de corriente continua, que realiza la función de actuador en el dispositivo: al aplicarse un voltaje entre sus dos terminales, el motor gira en un sentido a alta velocidad, pero produciendo un bajo par. Para aumentar el par del dispositivo, se emplea una caja reductora, que transforma gran parte de la velocidad de giro en torsión.

### Control de posición

Diagrama del circuito de control implementado en un servo. La línea punteada indica un acople mecánico, mientras que las líneas continuas indican conexión eléctrica.

El dispositivo utiliza un circuito de control para realizar la ubicación del motor en un punto, consistente en un controlador proporcional.
El punto de referencia o setpoint —que es el valor de posición deseada para el motor— se indica mediante una señal de control cuadrada. El ancho de pulso de la señal indica el ángulo de posición: una señal con pulsos más anchos (es decir, de mayor duración) ubicará al motor en un ángulo mayor, y viceversa.
Inicialmente, un amplificador de error calcula el valor del error de posición, que es la diferencia entre la referencia y la posición en que se encuentra el motor. Un error de posición mayor significa que hay una diferencia mayor entre el valor deseado y el existente, de modo que el motor deberá rotar más rápido para alcanzarlo; uno menor, significa que la posición del motor está cerca de la deseada por el usuario, así que el motor tendrá que rotar más lentamente. Si el servo se encuentra en la posición deseada, el error será cero, y no habrá movimiento.
Para que el amplificador de error pueda calcular el error de posición, debe restar dos valores de voltaje analógicos. La señal de control PWM se convierte entonces en un valor analógico de voltaje, mediante un convertidor de ancho de pulso a voltaje. El valor de la posición del motor se obtiene usando un potenciómetro de realimentación acoplado mecánicamente a la caja reductora del eje del motor: cuando el motor rote, el potenciómetro también lo hará, variando el voltaje que se introduce al amplificador de error.
Una vez que se ha obtenido el error de posición, este se amplifica con una ganancia, y posteriormente se aplica a los terminales del motor.

## Utilización

Ejemplos de señales de control utilizadas, y sus respectivos resultados de posición del servo (no están a escala). La posición del servo tiene una proporción lineal con el ancho del pulso utilizado.

Dependiendo del modelo del servo, la tensión de alimentación puede estar comprendida entre los 4 y 8 voltios. El control de un servo se reduce a indicar su posición mediante una señal cuadrada de voltaje: el ángulo de ubicación del motor depende de la duración del nivel alto de la señal.
Dependiendo de la marca y modelo utilizado, cada servo tiene sus propios márgenes de operación. Por ejemplo, para algunos servos los valores de tiempo de la señal en alto están entre 1 y 2 ms, que posicionan al motor en ambos extremos de giro (0° y 180°, respectivamente). Los valores de tiempo de alto para ubicar el motor en otras posiciones se hallan mediante una relación completamente lineal: el valor 1,5 ms indica la posición central, y otros valores de duración del pulso dejarían al motor en la posición proporcional a dicha duración.
Es sencillo notar que, para el caso del motor anteriormente mencionado,
donde {\displaystyle t\!} está dado en milisegundos y {\displaystyle \phi \!} en grados. Sin embargo, debe tenerse en cuenta que ningún valor —de ángulo o de duración de pulso— puede estar fuera del rango de operación del dispositivo: en efecto, el servo tiene un límite de giro —de modo que no puede girar más de cierto ángulo en un mismo sentido— debido a la limitación física que impone el potenciómetro del control de posición.
Para bloquear el servomotor en una posición, es necesario enviarle continuamente la señal con la posición deseada. De esta forma, el sistema de control seguirá operando, y el servo conservará su posición y se resistirá a fuerzas externas que intenten cambiarlo de posición. Si los pulsos no se envían, el servomotor quedará liberado, y cualquier fuerza externa puede cambiarlo de posición fácilmente.

### Terminales
Los servomotores tienen tres terminales de conexión: dos para la alimentación eléctrica del circuito y uno para la entrada de la señal de control. El voltaje de alimentación generalmente es de alrededor de 6 voltios, pues aunque el motor soporta mayores voltajes de trabajo, el circuito de control no lo hace.
El color del cable de cada terminal varía según el fabricante, aunque el cable del terminal positivo de alimentación siempre es rojo. El cable del terminal de alimentación negativo puede ser marrón o negro, y el del terminal de entrada de señal suele ser de color blanco, naranja o amarillo.
| Fabricante | Voltaje positivo | Tierra | Señal de control |
| ---------- | ---------------- | ------ | ---------------- |
| Futaba     | Rojo             | Negro  | Blanco           |
| Dong Yang  | Rojo             | Marrón | Naranja          |
| Hobbico    | Rojo             | Negro  | Amarillo         |
| Hitec      | Rojo             | Negro  | Amarillo         |
| JR         | Rojo             | Marrón | Naranja          |
| Airtronics | Rojo             | Negro  | Naranja          |
| Fleet      | Rojo             | Negro  | Blanco           |
| Krafr      | Rojo             | Negro  | Naranja          |
| E-Sky      | Rojo             | Negro  | Blanco           |
| Hobbyking  | Rojo             | Marrón | Naranja          |
| Tower-Pro  | Rojo             | Marrón | Naranja          |

## Modificaciones a los servos
El potenciómetro del sistema de control del servo es un potenciómetro de menos de una vuelta, de modo que no puede dar giros completos en un mismo sentido. Para evitar que el motor pudiera dañar el potenciómetro, el fabricante del servo añade una pequeña pestaña en la caja reductora del motor, que impide que este gire más de lo debido. Es por ello que los servos tienen una cantidad limitada de giro, y no pueden girar continuamente en un mismo sentido. Es posible, sin embargo, realizar modificaciones al servo de modo que esta limitación se elimine, a costa de perder el control de posición.
Hay dos tipos de modificación realizables. El primero es la eliminación completa del sistema de control del circuito, para conservar únicamente el motor de corriente continua y el sistema de engranajes reductores. Con esto se obtiene simplemente un motor de corriente continua con caja reductora en un mismo empaquetado, útil para aplicaciones donde no se necesite el control de posición incorporado del servo. La segunda modificación realizable consiste en un cambio en el sistema de control, de modo que se obtenga un sistema de control de velocidad. Para ello, se desacopla el potenciómetro de realimentación del eje del motor, y se hace que permanezca estático en una misma posición. Así, la señal de error del sistema de control dependerá directamente del valor deseado que se ajuste (que seguirá indicándose mediante pulsos de duración variable). Ambos tipos de modificación requieren que se elimine físicamente la pestaña limitadora de la caja reductora.

## Servos digitales
Los servos digitales son similares a los servos convencionales (analógicos), pero cuentan con ciertas ventajas, como lo son un mayor par, una mayor precisión, un tiempo de respuesta menor y la posibilidad de modificar parámetros básicos de funcionamiento —ángulos máximo y mínimo de trabajo, velocidad de respuesta, sentido de giro y posición central, entre otros—. Además de un mayor costo, tienen la desventaja de que requieren más energía para su funcionamiento, lo cual es crítico cuando se utilizan en aplicaciones que necesiten el máximo ahorro de energía posible, tales como robots robustos o aviones radiocontrolados.